# Monodgnathia cristatipes
Monodgnathia cristatipes là một loài chân đều trong họ Gnathiidae. Loài này được Stebbing miêu tả khoa học năm 1912.